# 中国—伊朗关系
中国—伊朗關係（波斯語：روابط ایران و چین），是指历史上歷史上的中國和伊朗之間的雙邊關係，当下则指中华人民共和国与伊朗伊斯兰共和国之间的关系。中伊双方早於汉武帝時期已有經貿和文化上的關係（見中國－波斯關係）。兩國於1971年8月16日正式建交，双方在經貿、軍事和社會等方面有著友好的和戰略合作的關係。中國是伊朗最大的贸易伙伴。

## 历史

### 1920年代至1970年代

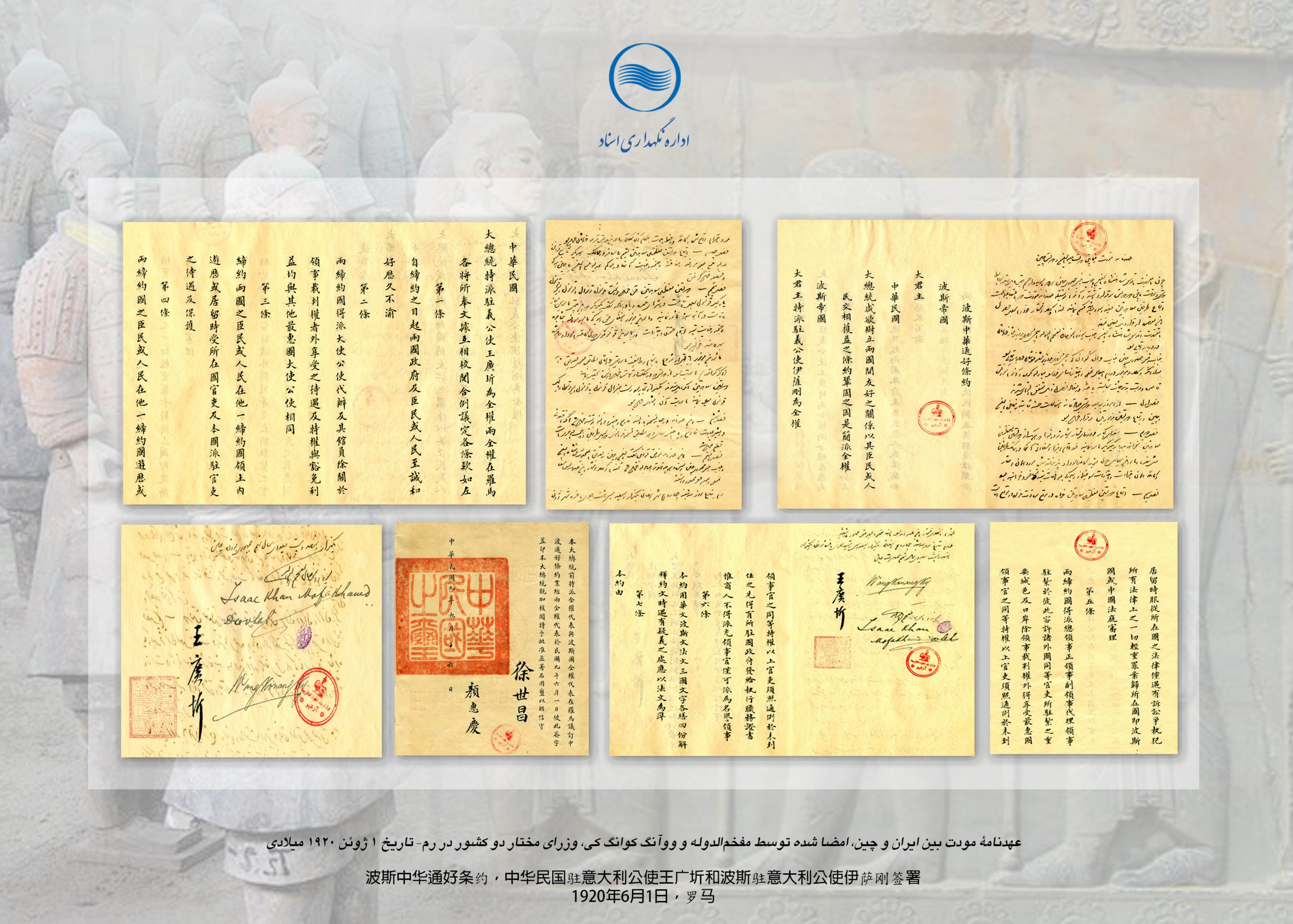
波斯-中华于1920年在罗马签订的通好条约

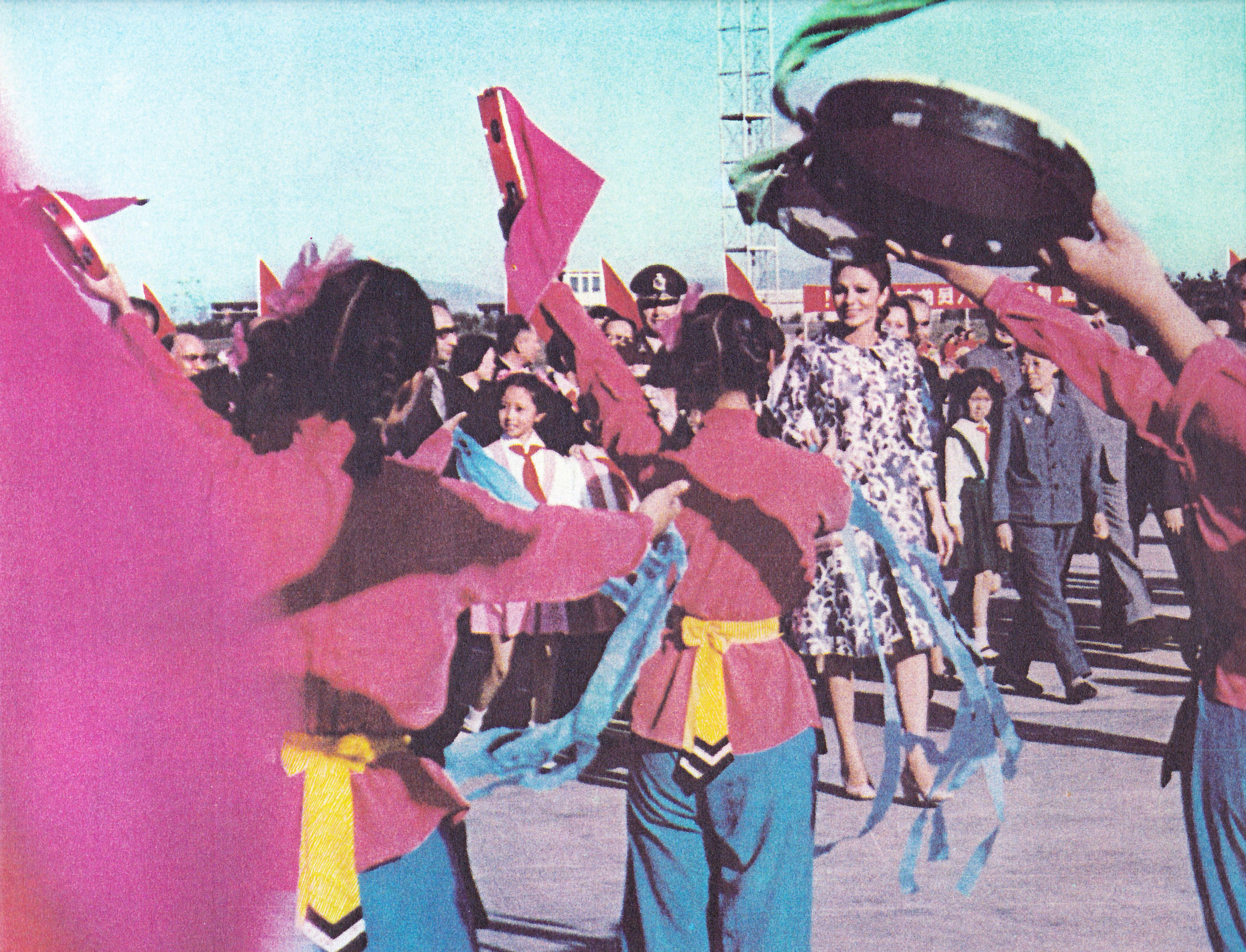
1972年屬於伊斯蘭革命前階段，伊朗就派出代表團訪中

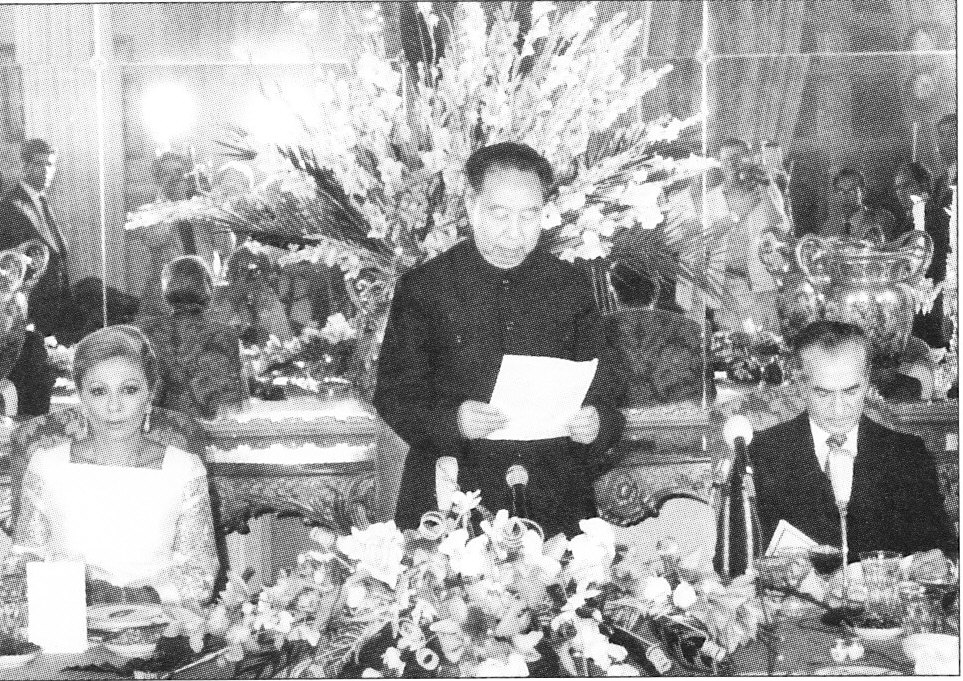
华国锋1978年8月访问伊朗

1920年，中华民国与当时的卡扎尔王朝订立友好条约，建立公使级外交关系。1934年巴列维王朝在上海首次设立领事馆，该领事馆于1937年关闭，1942年中华民国在德黑兰设立使馆，1949年中华人民共和国建国后，伊朗继续同台北的中华民国政府保持外交关系，不承认北京政府。伊朗在历届联合国大会上投票支持美国提案以阻止中华人民共和国恢复联合国席位。1951年，伊朗在联合国大会投票支持聯合國大會第498號決議，谴责中华人民共和国为侵略者。1958年，伊朗国王穆罕默德-礼萨·巴列维访问中华民国。1962年中印邊境戰爭中，伊朗在联合国大会上支持谴责中国为侵略者的提案。这一阶段，中华人民共和国和伊朗仅有少量的贸易往来。
1970年代，中、美两国都调整了外交战略，两国希望联手对抗苏联。按照中国共产党主席毛泽东1973年会见美国国家安全顾问亨利·基辛格时的提法，要形成美国、日本、中国、巴基斯坦、伊朗、土耳其、欧洲共同反对苏联霸权主义的一条横线。中美关系转暖，当时作为美国盟友的伊朗迅速反应。1971年4月13日，伊朗国王穆罕默德-礼萨·巴列维派孪生妹妹阿什拉芙公主秘密来华访问，与中国领导人磋商建立外交关系。13日晚时任中国国务院总理周恩来亲自在前门烤鸭店宴请阿什拉芙公主。4月30日，国王派妹妹法蒂玛公主访问中国。同年8月16日，中、伊两国在伊斯兰堡进行建交谈判，同日发表建交公报，伊朗承认中华人民共和国为中国唯一合法政府。同年10月，巴列维国王举办波斯帝国成立2500周年庆典，中国政府派时任驻巴基斯坦大使张彤出席（当时中国政府特使原定为全国人大常委会副委员长郭沫若，但郭沫若10月11日离京后在途中患病，无法前往伊朗，中国政府遂改派张彤赴伊朗参加庆祝活动）。1972年9月18日，伊朗首相阿米爾-阿巴斯·胡韋達陪同王后法拉赫·巴列維访问中国，中国国务院总理周恩来亲自到机场迎接，并几乎全程陪同。
1978年4月，中共中央决定派中国共产党主席兼国务院总理华国锋于8月出访罗马尼亚和南斯拉夫。那时中国国家领导人的专机型号是波音707，飞往欧洲必须在途中降落、补充燃油。伊朗首都德黑兰大约处在航线中点，且是重要的交通枢纽，结合伊朗在中国外交中的特别地位，中共中央决定华国锋的专机去程在德黑兰降落、加油，回程经过德黑兰时对伊朗进行正式访问。这一年，伊朗局势动荡，反对巴列维王朝的游行示威活动愈演愈烈。中国外交官员再三权衡，决定仍按原计划让华国锋访问伊朗。1978年8月29日，中共中央主席兼总理华国锋抵达德黑兰后，因游行示威规模巨大，不得不取消了所有的参观行程，只能乘坐直升飞机往返在机场、酒店、王宫之间，并会见了伊朗国王巴列维。这次访问严重影响了伊朗伊斯兰革命后的中伊关系，以至于伊朗民众认为中国支持巴列维王朝，华国锋此行是在巴列维王朝即将倒台之际为国王加油鼓劲。

### 伊朗伊斯兰革命之后

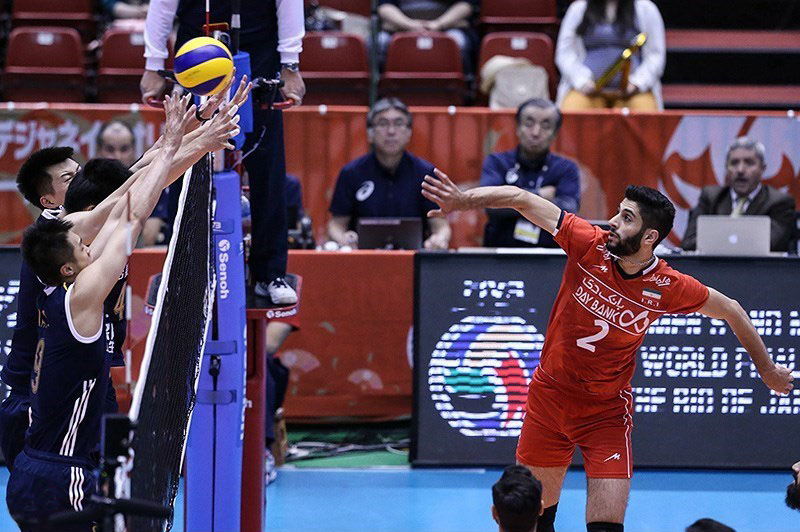
中伊排球賽

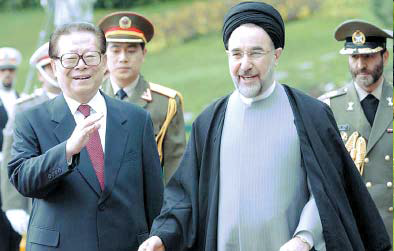
江泽民访问伊朗 -穆罕默德·哈塔米- 2002年4月20日

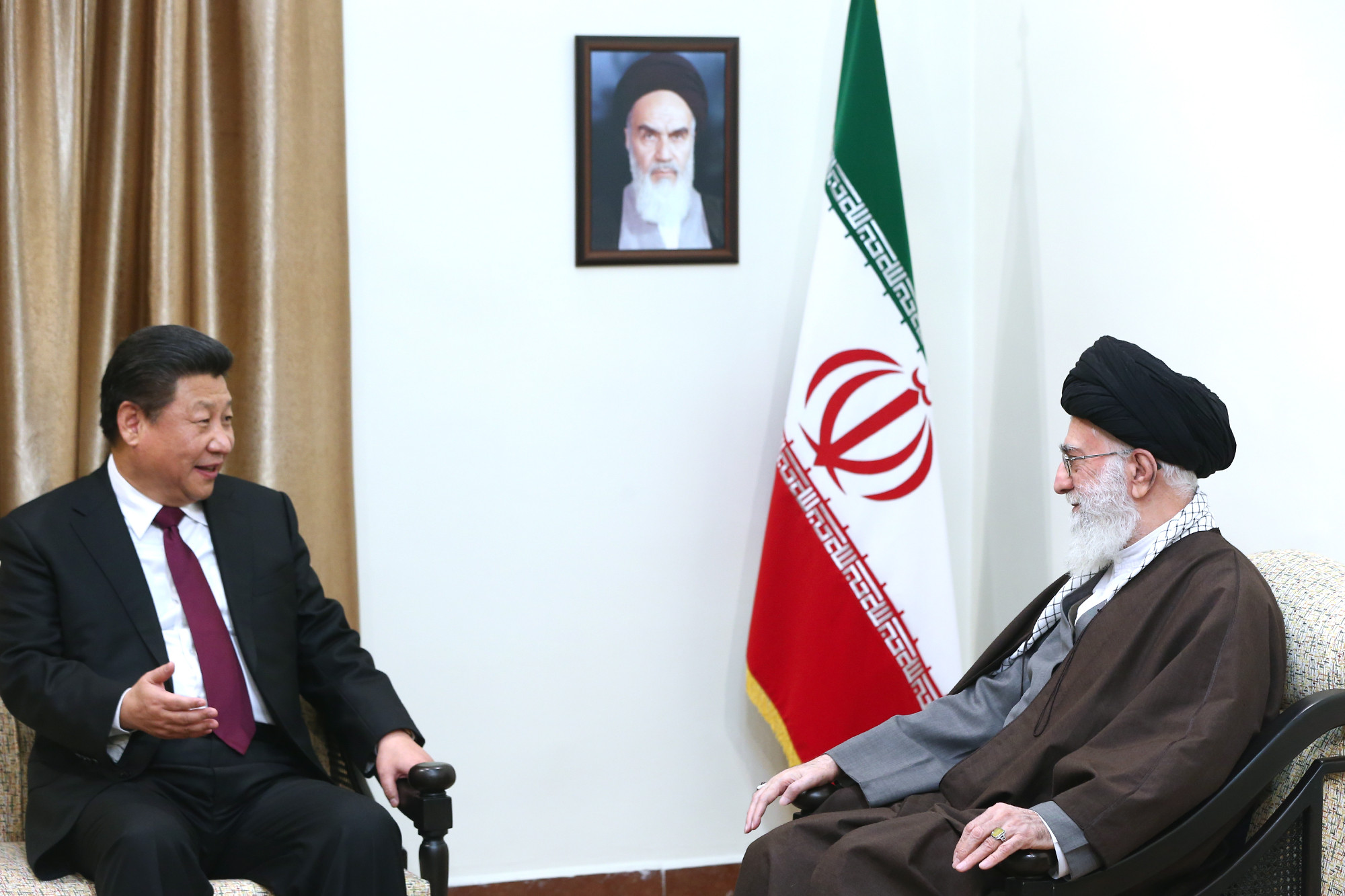
2016年哈梅內伊會見習近平

伊朗伊斯兰革命后，中国与伊朗关系冷淡。“打倒美国、打倒以色列、打倒中国”成为伊朗街头常见的标语。1980年1月14日，为解决伊朗人质危机，美国在联合国安理会提案对伊朗施加经济制裁，计票结果为10票支持、2票反对、2票弃权，中国代表未投票，提案被苏联一票否决。两周之后，伊朗派议员阿里·哈梅內伊（后来出任伊朗最高领袖）赴中国沟通外交立场。1980年，伊拉克入侵伊朗，两伊战争爆发。国际社会大多同情伊拉克而不支持伊朗，中国是少数的中立国家。1983年，伊朗外长阿里·阿克巴尔·韦拉亚提等高官访问中国，韦拉亚提会见了中国国家主席李先念。1984年，中华人民共和国外交部部长吴学谦访问伊朗。两国关系转暖，实现正常化。2016年，中共中央总书记、中国国家主席习近平对伊朗进行国事访问，双方宣布两国建立全面战略伙伴关系。
2021年3月，值中国和伊朗两国建交五十周年之际，中国国务委员兼外长王毅和伊朗外长扎里夫在德黑兰签署中伊25年全面合作协议，该协议涉及两国政治、战略和经济的合作。
2022年12月，在中共中央总书记、中国国家主席习近平参加中国-海合会峰会并发表涉及伊朗与阿联酋三个争议岛屿（阿布穆萨岛和大小通布岛）的《联合声明》后，伊朗外交部负责亚太事务的副外长会见中国驻伊朗大使常华表示“强烈不满”，并强调波斯湾的三个伊朗岛屿是伊朗领土完整不可分割的一部分，不容谈判，中国大使则表示尊重伊朗的领土完整并确认国务院副总理胡春华于后日（12月12日）到访。2024年，中国表示支持阿联酋为达成大通布岛、小通布岛和阿布穆萨岛问题的和平解决所做的努力。6月2日，伊朗外交部召见了中国驻伊朗大使，再度抗议中国一再支持阿联酋的主张。

## 两国签证

持中华人民共和国护照的中华人民共和国公民签证要求分布图：入境伊朗免签证。

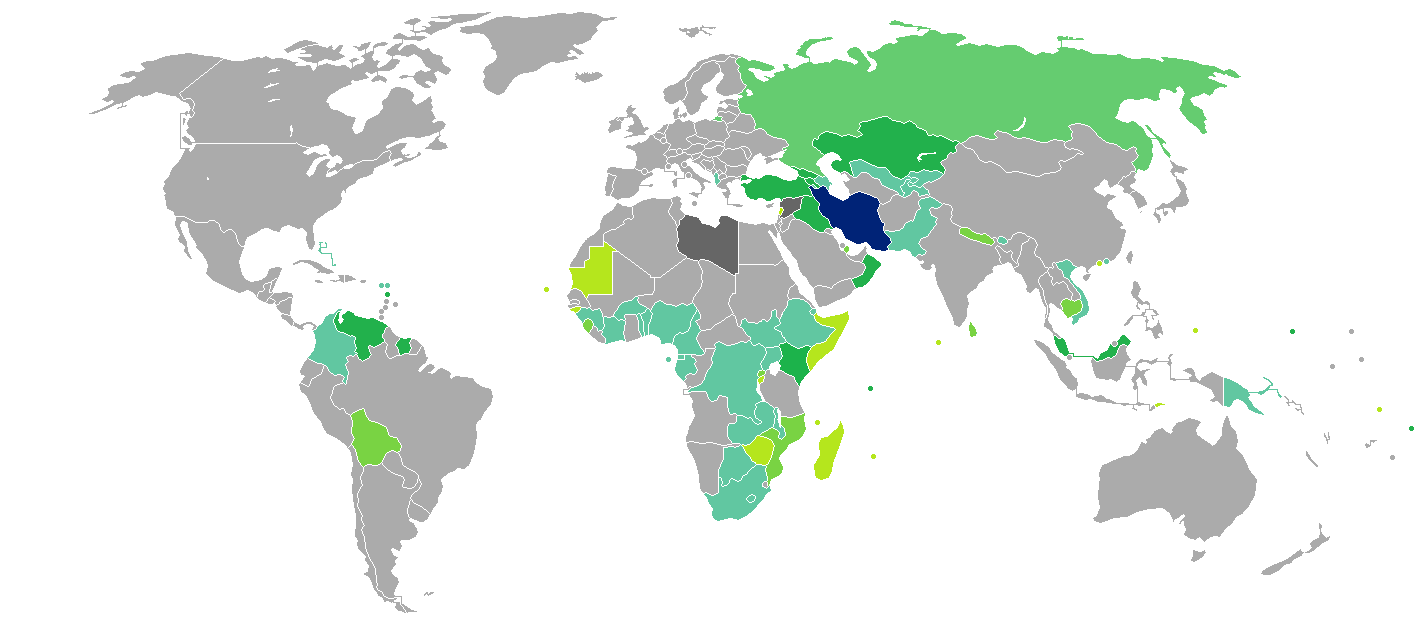
持伊朗護照的伊朗國民簽證要求分布圖：入境中華人民共和國需要簽證。

2019年7月21日起，伊朗单方面允许中国公民持普通护照免签证入境伊朗21天。而目前伊朗公民入境中国大陆和香港均需提前办理签证，而入境澳门则可以申请落地签证。

## 經貿關係

### 天然資源
兩國關係的其中一個的主要支柱是石油和天然氣的貿易關係。於2011年，中國約10%的石油進口量來自伊朗。伊朗出口到中國的產品約80%為石油，其餘20%為礦物及化工產品。由於中国依賴伊朗供應的石油和天然氣，中國亦有投資伊朗現代化提取石油和天然氣的機械，以確保資源供應的穩定。中石油與伊朗簽署了8500萬美元的合同，在伊朗南部的天然氣田鑽19口井，又簽署了另一項類似的合同。隨後於2004年，兩國又達成了一項協議，中國將在未來30年進口2.7億噸的天然氣到伊朗，伊朗須付700億美元。另一家中國石油公司中石化集團以1000億美元獲得亚达瓦兰油田的一半份額。在2007年，中石油簽署了一筆價值360億的協議，在伊朗開發海上天然氣田，又簽署了另一份20億美元的合同，在伊朗阿瓦士附近開發油田。中國更協助伊朗開發輸送石油和天然氣的管道，以便伊朗出口天然資源到歐洲和亞洲。伊朗依靠銷售石油到中國以確保其財政穩定，而中國在國際壓力之下賣汽油給伊朗，以避免伊朗轉為從其他供應商獲得汽油。

### 其他貿易
在冷戰期間，中伊兩國已有非官方的貿易關係，並一直穩步增長。在1980年代，兩國之間的雙邊貿易總額為16.27億美元；2001年，雙邊貿易總額大致為33億；在2005年，中伊雙邊貿易總額為92億；於2007年，兩國之間的雙邊貿易總額為150億。伊朗商務部副部長Mehdi Ghazanfari預測，中伊兩國在2008年的雙邊貿易總額將超過250億美元。2005年，中國貨品佔伊朗整體進口市場的8.3％。於2000年至2005年，中國出口到伊朗迅速增長，並取代日本，成為全球第二大向伊朗出口的國家；在這五年，中國到伊朗的出口總額增長了360％。中國於德黑蘭投資了地鐵系統、堤壩、漁業和水泥工廠等，而伊朗一直向中國供應礦物質，如煤、鋅、鉛、銅等。兩國之間的貿易和投資也包括發電、採礦、運輸設備、武器、電子產品、汽車配件和玩具等的範疇。

## 軍事關係
中國協助伊朗培訓高級的官員使用先進系統，又在技術上支援建設導彈，亦向伊朗供應用於發展導彈的特種鋼。有傳言指中國一直有協助伊朗建設地對空導彈、空對空導彈、戰機、雷達系統和飛彈快艇等軍備。
於1980年代，中國協助伊朗建立了一個研究堆，並提供其餘四個研究堆的原料，又援助伊朗在伊斯法罕附近建設鈾濃縮廠和恢復建設布什爾一所已停工的核電站。 1991年，国际原子能机构發現中国出口鈾到伊朗，又發現中国與伊朗於1990年簽訂的秘密核協議。其後，中伊兩國於1992年在美國抗議之下又簽署核合作協議。2005年，7所中國公司被懷疑向伊朗出售核武器，並因此受到制裁，在兩年內禁止與美國交易。中國仍有核專家、科學家和技術人員留在伊朗。目前中國表示反對伊朗生產和擁有核武器，但指出沒有緊迫性阻止伊朗。
2017年6月中伊海軍在霍尔木兹海峡進行小型海軍聯合演习，以表示上合組織成員間的軍事外交互動，官方媒體表態此次軍演不涉及地區衝突的內涵。

## 外部連結
- 中華人民共和國駐伊朗伊斯蘭共和國大使館官方網站（简体中文）（英文）
  - 中華人民共和國駐伊朗伊斯蘭共和國大使館經濟商務處官方網站（简体中文）
- 伊朗駐華大使館官方網站（简体中文）（英文）（波斯文）